# Fajez Ghosn
Fajez Ghosn (ur. w 1950 r. w Kusbie) – przedsiębiorca, dziennikarz i polityk libański, wiceprzewodniczący Ruchu Marada. W latach 1992–2005 był deputowanym do libańskiego parlamentu, sprawując prawosławny mandat z okręgu Al-Kura. 13 czerwca 2011 został mianowany ministrem obrony w rządzie Nadżiba Mikatiego.